# Pułapka na turystów
Pułapka na turystów (tytuł oryg. Tourist Trap; w Polsce znany także jako Turystyczna pułapka) − amerykański film fabularny z 1979 roku w reżyserii Davida Schmoellera. Film miał swoją premierę na początku 1979 podczas Avoriaz Fantastic Film Festival we Francji. Magazyn Total Film umieścił Pułapkę na turystów w zestawieniu najlepszych slasherów w historii kina.